# Constance Cummings-John
Constance Cummings-John, née le 7 janvier 1918 et morte le 21 février 2000, a été une des premières femmes africaine à occuper des fonctions politiques, notamment en tant que maire de Freetown. Elle a été également une militante active en Grande-Bretagne et aux États-Unis. Avec I. T. A. Wallace-Johnson, elle a été la seule Krio à se battre pour une participation des autochtones d'Afrique de l'Ouest aux processus politiques. Favorable aux idées panafricaines, elle s'est particulièrement consacrée, en tant que maire, à l'éducation des jeunes générations.

## Biographie
C'est une Krio, née en 1918, issue d'une famille de noir américains revenus en Afrique de l'Ouest, une frange de la population qui, au début du XXe siècle, était la plus occidentalisée, et la plus éduquée du pays, avec de nombreux intellectuels, gens d'affaires, et les membres des professions libérales,. Son père, John Warner M. Horton, a été trésorier de la ville de Freetown, pendant que sa mère était une pianiste de concert.
Après une formation à Freetown et au Ghana, Constance Cummings-John continue par des études supérieures à Londres en 1935 pour se former à la pédagogie. Elle y a rejoint l'union des étudiants d'Afrique de l'Ouest et la Ligue des Peuples de Couleur (la League of Coloured Peoples, organisation britannique pour l'égalité des droits). Après avoir obtenu son certificat d'enseignant, elle commence puis renonce à poursuivre des études aux États-Unis à l'Université Cornell, confronté à des comportements racistes et à une image péjorative de l'Afrique. 
Quand elle est retourne à Londres, elle rejoint l'International African Service Bureau, une organisation panafricaine sous la direction de George Padmore, et se marie avec l'avocat Ethnan Cummings-John. En 1937, elle revient à Freetown en tant que directrice d'une école méthodiste de filles, participe à la création de la West African Youth League avec I. T. A. Wallace-Johnson (en), et est élue une première fois au conseil au conseil municipal. Mais ses activités politiques lui cause des problèmes avec le bureau des colonies. Au cours de la Seconde Guerre mondiale, elle crée une société minière, qui devient plus tard une importante source de fonds pour ses projets éducatifs. 
Entre 1946 et 1951, elle vit à New York, où son frère Asadata Dafora Horton a un certain succès en tant que musicien et de danseur. Elle travaille dans les hôpitaux et milite dans différentes organisations dont l'American Council for African Education et le Council on African Affairs (présidé par Paul Robeson). À son retour à Freetown, en 1951, elle rejoint le Parti du peuple de Sierra Leone et fonde une nouvelle école pour les filles, l'école Roosevelt, qui, en 1953, compte plus de 600 élèves. Au cours de ces années, Constance Cummings-John acquiert une licence de la London College of Précepteurs, et, en 1952, le Gouverneur de la Sierra Leone, Sir George Beresford-Stooke, la nomme au conseil de Freetown. Lors de l' élection de 1957 , elle est l'une des deux femmes élues à la nouvelle Chambre des Représentants, même si les femmes ne sont pas reconnues officiellement éligibles. Le parti Krio au sein de l'opposition exige la démission des deux femmes, mais l'année suivante, Constance Cummings-John est élue au conseil municipal de Freetown.
En 1961, avec l'indépendance de la Sierra Leone, le mari de Constance Cummings-Jeohn devient le nouvel ambassadeur au Libéria. En 1966, le Premier Ministre Albert Margai l'a nomme en tant que Maire de Freetown, succédant à Siaka Stevens, mais elle n'occupe le poste qu quelques mois. Son parti perd les élections générales de 1966, et un coup d'état militaire renverse le nouveau gouvernement. Elle est accusée de corruption financière, et décide de s'installer à nouveau à Londres, où elle est devient une membre active du Parti travailliste et de la Campagne pour le désarmement nucléaire et aussi une directrice d'école.
Constance Cummings-Johhn a été ainsi l'une des militantes d'organisations politiques au Royaume-Uni, aux États-Unis et à la Sierra Leone. Avec I. T. A. Wallace-Johnson (en), elle a été la seule Krio à se battre pour une participation des autochtones d'Afrique de l'Ouest aux processus politiques. Ses actions ont porté sur l'organisation de la formation des jeunes générations, et en particulier des jeunes femmes.
Malgré des tentatives de retour à la Sierra Leone en 1974 et 1996, Constance Cummings-John vécut le reste de sa vie à Londres. En 1995, elle publie une autobiographie. Elle meurt à Londres le 21 février 2000 à l'âge de 82 ans,.

## Publications
- Constance Cummings-John, Memoirs of a Krio Leader (Ibadan, Sam Bookman Educational, 1995)